# Erich Wolfgang Korngold
Erich Wolfgang Korngold (Brno, 29 maggio 1897 – Los Angeles, 29 novembre 1957) è stato un compositore austriaco naturalizzato statunitense.
È stato un compositore tardoromantico e autore di colonne sonore. La sua musica si inserisce nel filone tardoromantico, e mostra notevole facilità di scrittura, ma anche eclettismo, con influenze di Puccini e Strauss.

## Biografia
Nato in una famiglia ebrea, era figlio del critico musicale Julius Korngold. Studiò musica sotto la guida di Alexander von Zemlinsky e Robert Fuchs.
Compose il suo primo balletto all'età di 11 anni. Gustav Mahler, dopo averlo incontrato, disse di lui: "è un genio della musica".
Ebbe gran successo in Europa con la sua opera Die tote Stadt (1920), oltre che con altre, prima di trasferirsi nel 1934 negli Stati Uniti. Qui compose diverse colonne sonore per film che sono state universalmente riconosciute come colte, nel genere delle musiche da film. Vinse due volte l'Oscar alla migliore colonna sonora, nel 1937 (per Avorio Nero) e nel 1939 (per La leggenda di Robin Hood). Per il resto della sua vita si dedicò alla scrittura di musica colta in un ricco e cromatico stile tardo romantico, culminato nel Concerto per violino, da considerare probabilmente come il migliore dei suoi ultimi lavori. Nel 1943 fu naturalizzato cittadino degli USA.
Nonostante l'apprezzamento del pubblico e la popolarità acquisita, Korngold per molti anni fu avversato dalla critica.
Morì nel 1957, per le conseguenze di un ictus che l'aveva colpito l'anno precedente.

## Composizioni principali

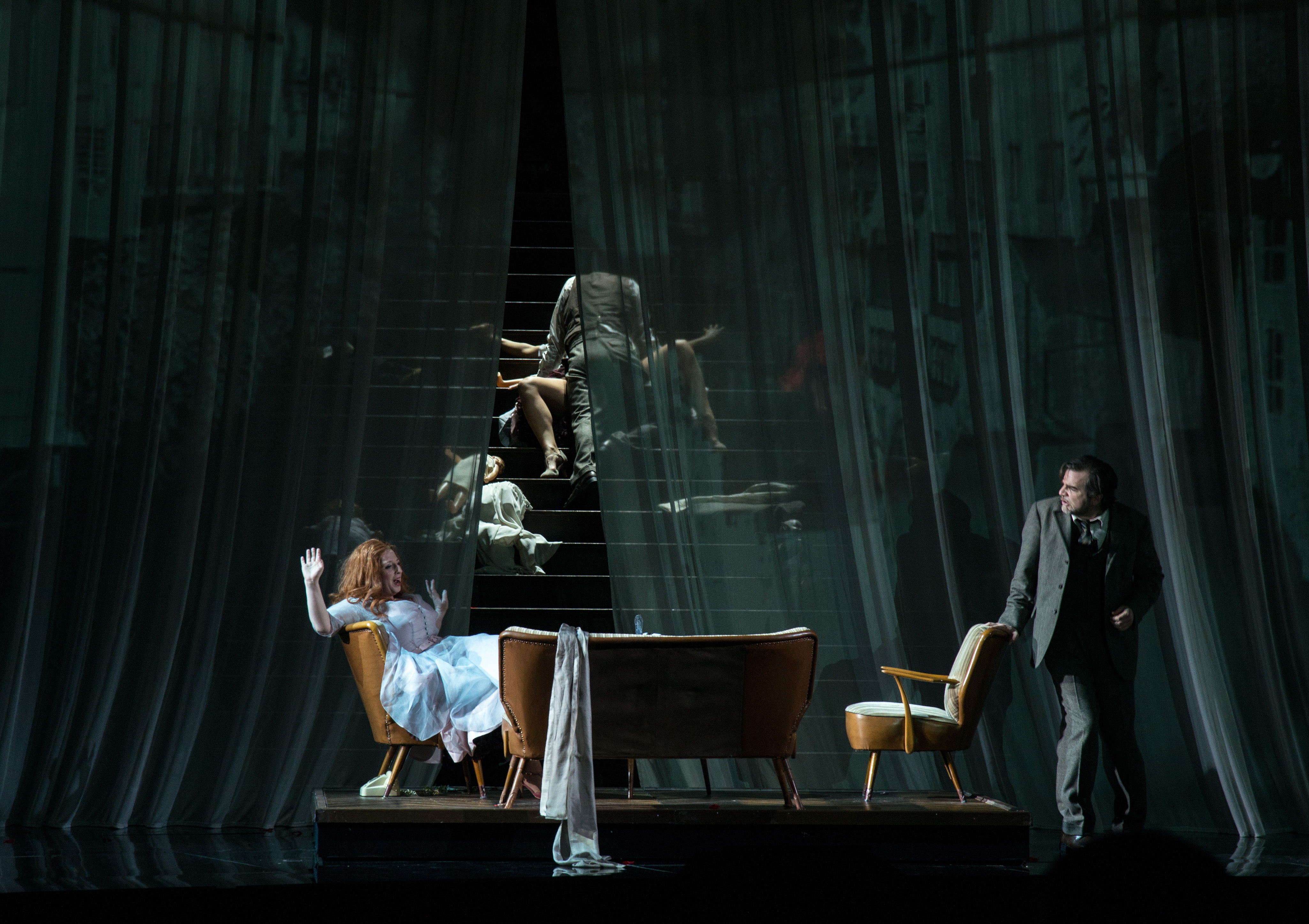
La città morta all'Opera di Graz, 2015
Foto: Francisco Peralta Torrejón

### Colonne sonore
- A Midsummer Night's Dream (1935) (da Mendelssohn)
- Capitan Blood (1935)
- Give Us This Night (1936)
- Hearts Divided (1936)
- The Green Pastures (1936)
- Avorio nero (Anthony Adverse) (1936)
- Il principe e il povero (The Prince and the Pauper), regia di William Dieterle e William Keighley (1937)
- Aurora sul deserto (1937)
- La leggenda di Robin Hood (1938)
- Il conquistatore del Messico (1939)
- La rivolta del Messico (The Mad Empress), regia di Miguel Contreras Torres - musiche di repertorio (1939)
- Il conte di Essex (1939)
- Lo sparviero del mare (The Sea Hawk) (1940)
- Il lupo dei mari (The Sea Wolf), regia di Michael Curtiz (1941)
- Delitti senza castigo (1942)
- Il fiore che non colsi (The Constant Nymph), regia di Edmund Goulding (1943)
- Tra due mondi (Between Two Worlds), regia di Edward A. Blatt (1944)
- Duello a S. Antonio (San Antonio), regia di David Butler e, non accreditati, Robert Florey e Raoul Walsh (1945)
- Appassionatamente (Devotion), regia di Curtis Bernhardt (1946)
- Schiavo d'amore (Of Human Bondage), regia di Edmund Goulding (1946)
- Il prezzo dell'inganno (Deception), regia di Irving Rapper (1946)
- Escape Me Never (1947)
- The Magic Fire (1956) (da Wagner)

### Musica orchestrale e vocale
- Sinfonietta, Op. 5 (composed 1912)
- Songs of Farewell, Op. 14 (composta nel 1920; prima esecuzione 1921; versione per orchestra prima esecuzione 1923)
- Piano Concerto (composto 1923; prima esecuzione 1924)
- Songs of the Clown (1937)
- Violin Concerto, op.35 (composto 1945; prima esecuzione 1947)
- Cello Concerto (1946, sviluppo di un tema composto per il film Il prezzo dell'inganno) 1946
- Symphony in F sharp major, Op.40 (composta nel periodo 1947-52; prima esecuzione 1954)

### Musica da camera
- Piano Trio, op. 1 in Re maggiore (composizione e prima esecuzione nel 1910)
- Piano Sonata No. 1 in Re minore inclusa passacaglia (composta nel 1908 prima esecuzione 1908)
- Piano Sonata No. 2, op. 2 in Mi maggiore in tre movimenti (composta nel 1910; prima esecuzione 1911)
- Violin Sonata, op. 6 in Sol maggiore (composta nel 1912; prima esecuzione 1916)
- String Sextet, op. 10 in Re maggiore (prima esecuzione 1917)
- Quintet for two violins, viola, violoncello and piano in Mi maggiore, op. 15 (composto nel 1920 prima esecuzione 1923)
- String Quartet No.1, op.16 in La maggiore (composto nel 1923; prima esecuzione 1924)
- Suite for 2 violins, cello & piano left hand, op 23 (composta nel 1930; prima esecuzione?)
- Piano Sonata No. 3, op. 25 in Do maggiore (composta nel 1931; prima esecuzione 1932)
- String Quartet No.2, op.26 in Mi bemolle maggiore (composto nel 1933; prima esecuzione 1934)
- String Quartet No.3, op.34 in Re maggiore (composto nel 1945; prima esecuzione 1946)

### Opere liriche
- Der Ring des Polykrates (1916 al Nationaltheater (Monaco di Baviera) diretta da Bruno Walter)
- Violanta (1916 al Nationaltheater di Monaco diretta da Walter)
- Die tote Stadt (1920)
- Das Wunder der Heliane (1927 all'Opera di Amburgo con Jan Kiepura e Lotte Lehmann)
- Die Kathrin (1939)

### Arrangiamenti per Operette
- Eine Nacht in Venedig (A Night in Venice) (1923)
- Cagliostro in Wien (Cagliostro in Vienna) (1927)
- Rosen aus Florida (Roses from Florida) (1929)
- Die Fledermaus (The Bat) (1929)
- Walzer aus Wien (Waltzes from Vienna) (1930)
- Die schöne Helena (1931)
- Das Lied der Liebe (The Song of Love) (1931)
- Die geschiedene Frau (1933)
- Rosalinda (1942)
- The Great Waltz (1949)